# Eine Expedition in den Weltraum
Eine Expedition in den Weltraum von Hans Dominik ist eine technisch-wissenschaftliche Zukunftsgeschichte. Sie erschien 1918 in Band 39 der Buchreihe „Das Neue Universum“ sowie in der 1977 im Heyne Verlag als Taschenbuch Nr. 3562 erschienenen Sammlung von Kurzgeschichten von Hans Dominik „Ein neues Paradies“.

## Inhalt
Hans Dominik erzählt hier als einer der ersten Autoren, dass eine Reise in den Weltraum realisiert werden kann, wenn man sich des Rückstoßprinzips wie bei der Rakete bedient. Gleichzeitig weist er darauf hin, dass für diese Reise große Energiemengen nötig sind. Sein Held bedient sich deshalb der Kernenergie.

## Zur Kurzgeschichte
In seiner Kurzgeschichte Die Reise zum Mars hat sich Hans Dominik noch der Aufhebung der Schwerkraft bedient. Deshalb lässt er seinen Helden Ingenieur Hans Kallmann zunächst sagen „Aber die Aufhebung der Schwerkraft sollte doch möglich sein“, aber die Antwort seines Gesprächspartners Professor Dernberg ist, dass dies völlig unmöglich sei. Dafür lasse sich das Ziel dann erreichen, wenn eine ausreichend große Kraft ausreichend lang auf den Körper wirkt.
Hans Kallmann weiß, dass sich sehr große Energiemengen freisetzen lassen, wenn sich Materie in Energie verwandelt (eine kühne Zukunftsvision von Hans Dominik im Jahr 1918, die er aber schon früher in seiner Kurzgeschichte Ein neues Paradies aufgegriffen hatte). Als Beispiel dient Hans Kallmann der radioaktive Zerfall von Uran, bei dem 1 kg Uran die gleiche Wärmeenergie freisetzt wie 10 große mit Kohle beladene Güterzüge. Nur dauert der radioaktive Zerfall von Uran zu lange. Deswegen sucht Hans Kallmann ein Mittel, diesen Zerfall zu beschleunigen.
Hans Kallmann gelingt es, durch gleichzeitige Einwirkung von Hitze und Hochspannung die Bleiatome zum Einsturz zu bringen (heute wissen wir, dass dies nicht so einfach geht). Er baut daraufhin in 3 Monaten seine erste Weltraumrakete, genannt Radiowagen, ein viereckiger Raum, 4 m lang und 3 m breit. Mit Hilfe außen angebrachter drehbarer radioaktiver Flächen kann diese Rakete in den Weltraum starten (über die Strahlenbelastung der Insassen machte sich Hans Dominik keine Gedanken). Beim ersten Aufstieg zu dritt untersuchen sie Zusammensetzung und Temperatur der noch unerforschten hohen Atmosphäre der Erde (dies war auch die Aufgabe der ersten Forschungsraketen). 1,7 Millionen Kilometer entfernen sie sich beim ersten Aufstieg von der Erde und sehen von dort die Erde als einen winzigen Mond von Apfelgröße und den Mond als hellglänzenden Stern unmittelbar neben dieser unirdisch kleinen Erde.